# Darko Franić
Darko Franić (Split, 22. ožujka 1987.) bivši je hrvatski nogometaš.
Nakon što je mladi vratar potpisao profesionalni ugovor s klubom bio je na posudbi u Zadru gdje je branio nakon svađe dotadašnjeg vratara Danijela Subašića i vanjskog suradnika kluba Rene Sinovčića. Nakon Subašičeva povratka preselio je na klupu, te se kasnije vratio u matični klub.
S "jedinicom" na leđima bio je, ipak, tek treći vratar iza Balića i Tomića. Na zimu među vratnice dolazi Miro Varvodić čime Franić seli na posudbu u Mosor, a ljeto nakon toga u sinjskog Junaka. 

## Reprezentacija
Odigrao je 2005. dvije službene utakmice za hrvatsku U-19 reprezentaciju. Prije i nakon toga igrao je tek u prijateljskim dvobojima. 
Statistika u Hajduku
| Natjecanje        | Nastupi | Zgoditci |
| ----------------- | ------- | -------- |
| Prvenstvo         | 0       | 0        |
| Kup               | 0       | 0        |
| Superkup          | 0       | 0        |
| Međunarodne       | 0       | 0        |
| Splitski podsavez | 0       | 0        |
| Ukupno            | 0       | 0        |
| Prijateljske      | 10      | 0        |
| Sveukupno         | 10      | 0        |